# Дэвидсон, Томас (художник)
Томас Дэвидсон (англ. Thomas Davidson; 17 января 1842, Лондон — ноябрь 1919, Вальберсвик, Саффолк) — британский исторический художник, в своих полотнах не раз обращавшийся, в частности, к военно-морской истории.

## Жизнь
Томас Дэвидсон родился 17 января 1842 года в Лондоне. Будущий художник потерял слух в четырехлетнем возрасте, после чего был отправлен учиться в лондонский интернат для глухонемых на Олд Кент Роуд, а потом — в  школу для людей, потерявших слух, в Клэпхеме.
Проявив способности в искусстве, Дэвидсон поступил учиться в художественное училище Мальборо Хауса (ныне Королевский колледж искусств); потом брал уроки у художников Фрэнсиса Стивена Кэри (Francis Stephen Cary, 1808-1880), Джеймса Мэтью Ли (James Mathews Leigh, 1808-1860) и у Александра Джонстона (Alexander Johnston, 1815-1891). Позднее учился в Королевской Академии художеств, где за успехи в живописи завоевывал серебряные медали.
В 1871 году Дэвидсон женился на художнице Шарлотте Дуглас Макхет (1851-1930) из Марилебона. У них было шестеро детей. Дэвидсон оставил работу в 1908 году и поселился в  деревне Вальберсвик (Walberswick), графство Саффолк, где и скончался в ноябре 1919 года.
Художник был тесно связан с англиканской церковью Христа Спасителя (St Saviour's Church), имеющей в своем составе социальный центр для глухих людей, Дискуссионный клуб и благотворительный комитет общества глухонемых.
Будучи инвалидом по слуху, Дэвидсон много читал, что позволяло ему быть в курсе жизни современной ему Англии.

## Работа
В своем творчестве художник Томас Дэвидсон специализировался на изображении исторических морских сцен. Его картины посвящены конкретным историческим событиям, например, с 1894 по 1899 год он создавал серию картин, посвященную командующему британским флотом, вице-адмиралу  Нельсону. 
Среди этих картин выделяется полотно "Гордость и слава Англии" (1894).Эта работа представляет собой интересный пример жанра «картина в картине»: Знатная дама и её сын, морской кадет, в Гринвичского морского госпиталя рассматривают картину «Взрыв французского флагманского корабля «L’Orient» в ходе битве при Абукире» Джорджа Арнальда и портрет адмирала Нельсона работы Лемюэля Эббота.
В других своих произведениях художник отобразил эпизоды из жизни семьи Бронте.
В настоящее время картины художники представлены в Королевском Бирмингемском обществе художников (Royal Birmingham Society of Artists), в Музее и художественной галерее Дадли (Dudley Museum and Art Gallery), в Королевском институте изящных искусств (Royal Glasgow Institute of the Fine Arts), в художественной галерее Уокера (Walker Art Gallery), Манчестерской городской художественной галерее, в Королевской Академии художеств, в Королевском обществе британских художников (Royal Society of British Artists) и др..

## Галерея

Избранные работы
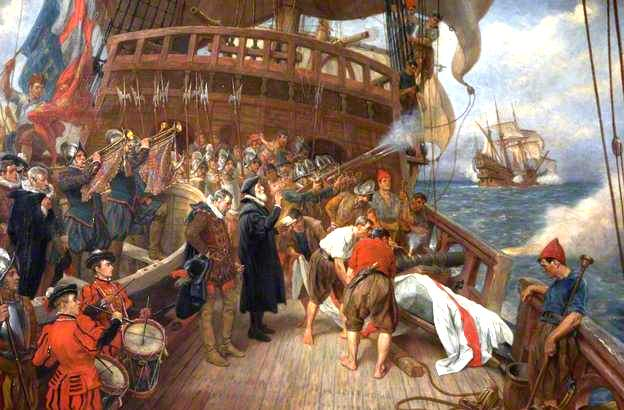
Похороны Адмирала Дрейка; музей-усадьба Дрейков Баклэнд-Эбби[12].
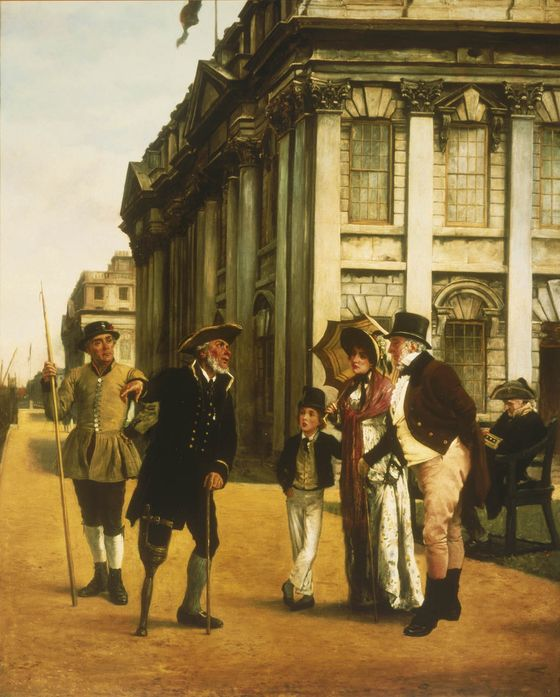
Рассказ старика, 1883; Национальный морской музей[13].
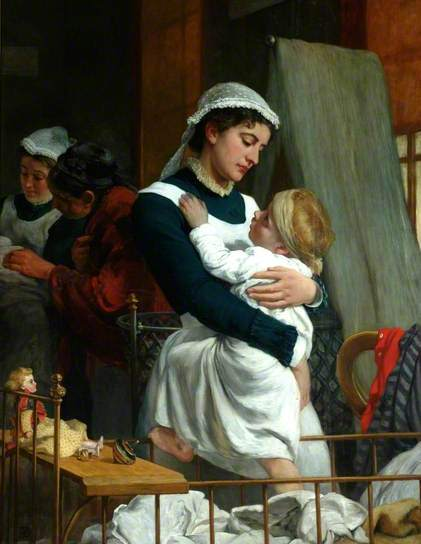
Звезда на Востоке[14].
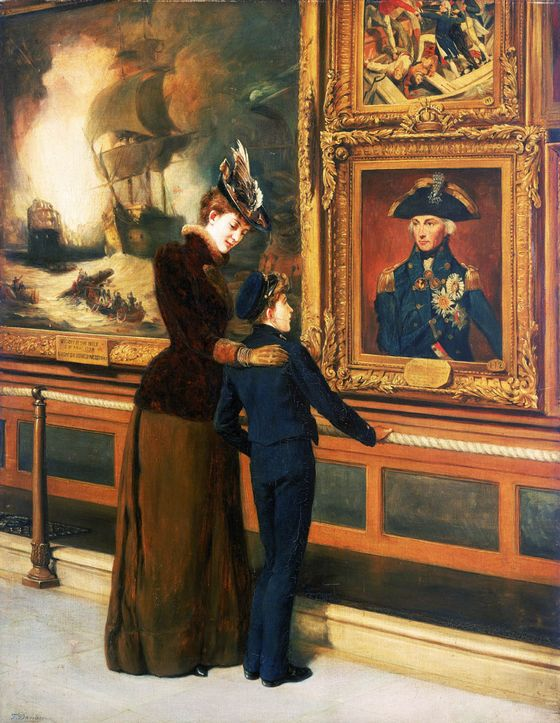
Гордость и слава Англии (Перед портретом адмирала Нельсона), 1893; Национальный морской музей[15].